# Coupe du Danemark de volley-ball masculin
 (signalé en juillet 2025).
Si vous disposez d'ouvrages ou d'articles de référence ou si vous connaissez des sites web de qualité traitant du thème abordé ici, merci de compléter l'article en donnant les références utiles à sa vérifiabilité et en les liant à la section « Notes et références ».
- Archive Wikiwix
- Bing
- Cairn
- DuckDuckGo
- E. Universalis
- Gallica
- Google
- G. Books
- G. News
- G. Scholar
- Persée
- Qwant
- (zh) Baidu
- (ru) Yandex
- (wd) trouver des œuvres sur Wikidata

 (juillet 2025).

## Palmarès
- 1977 : Middelfart VK
- 1978 : Middelfart VK
- 1979 : VKV Gladsaxe
- 1980 : VKV Gladsaxe
- 1981 : Middelfart VK
- 1982 : Holte IF
- 1983 : DHV Odense
- 1984 : Skødstrup SF
- 1985 : DHV Odense
- 1986 : DHV Odense
- 1987 : Holte IF
- 1988 : Holte IF
- 1989 : Holte IF
- 1990 : Holte IF
- 1991 : Holte IF
- 1992 : Holte IF
- 1993 : Holte IF
- 1994 : Holte IF
- 1995 : Holte IF
- 1996 : Holte IF
- 1997 : Holte IF
- 1998 : Holte IF
- 1999 : Aalborg HIK
- 2000 : Aalborg HIK
- 2001 : Aalborg HIK
- 2002 : Aalborg HIK
- 2003 : Holte IF
- 2004 : Aalborg HIK
- 2005 : Maryenlist Odense
- 2006 : Gentofte Volley
- 2007 : Gentofte Volley
- 2008 : Maryenlist Odense
- 2009 : Maryenlist Odense
- 2010 : Gentofte Volley
- 2011 : Maryenlist Odense
- 2012 : Maryenlist Odense